# アルモニカ
アルモニカ（armonica）は、ベンジャミン・フランクリンが1761年に発明した複式擦奏容器式体鳴楽器である。

## 概要
グラス・ハープを工夫し、多数の音を様々に奏しやすくさせ、細かな音の動きや、同時に多数の音を独りで奏することが容易になった。直径の異なる碗状にした複数のガラスを大きさ順に十二平均律の半音階に並べ、それらを鉄製などの回転棒に突き刺して回転させながら、基本的には、水で濡らした指先をガラスの縁に触れさせる摩擦によって、グラス・ハープと同様に共鳴するガラスからの音で音楽を奏する。
パガニーニは「何たる天上的な声色」と言い、トーマス・ジェファーソンは「今世紀の音楽界に現れた最も素晴らしい贈り物」と主張し、ベンジャミン・フランクリンは「何ものに比べがたい甘美な音」と表現したと伝えられている。またフランクリンは、もしハープが「天使の楽器」であるなら、アルモニカは「天使の声」であると形容した。ゲーテ、モーツァルト、ハッセ、テオフィル・ゴーティエなども、この楽器を絶賛した記録が残っている。マリー・アントワネットも、これを習って奏したと記録されている。
1820年までにほぼ製造が絶えていたため、長らく幻の楽器だったが、アメリカ合衆国のガラス職人ゲアハルト・B・フィンケンバイナー（Gerhard B. Finkenbeiner）によって1984年に復興され、数少ない奏者たちの手によって、魅惑的な伝説の音色が少しずつ音楽業界に浸透し始めている。
日本においては、ガラス業界の専門家である小塚三喜夫がこの楽器を見出し、日本第1号機としてフィンケンバイナーに依頼し、1990年から1991年にかけて製作された1台が1992年に日本の地に渡った。小塚は2007年より、作曲家兼ピアニストの尾西秀勝と共に二人でクラシックの中で正統的にこの楽器が使用されることを普及させるべくコンサートやショーなど興味深いイヴェント類を展開し、東京を中心に活動している。

## 呼称についての問題
アメリカ人のベンジャミン・フランクリンは、西洋音楽においてはそもそもイタリア語が公用語であって、楽器名もイタリア語で名づけられるのが常であったことを踏襲し、この楽器がガラスの共鳴によることから、「共鳴」を意味するイタリア語“armonia”（アルモニア）に由来して、“armonica” （アルモニカ）と命名した。しかしながら、この楽器の初披露の後、オーストリアやドイツではドイツ語風に“h”を添えられ、“harmonica” （ハルモーニカ）として広まってしまった。
英語圏ではその後、“armonica”や“harmonica”（ハーモニカ）以外に“glass armonica”（グラス・アルモニカ）、“glass harmonica”（グラス・ハーモニカ）ほか、様々な呼称が用いられているが、現在では“glass armonica”の呼称が多く支持されている。しかしながら、フランクリンの命名による本来の呼称は、あくまでも“armonica”（アルモニカ）である。
1820年頃に発明された別の新しい楽器ハーモニカと誤解を防ぐため特に、例えば英語圏では、素材名を添えた“glass armonica”や“glass harmonica”という呼称が便利である点は否めない。2単語が英語である“glass harmonica”は本来の呼称から離れてしまうという問題点があるが、その反面で本来の呼称をより尊重した“glass armonica”という呼称でさえ、英語とイタリア語の単語が混合されている不自然さがいささか問題を持っている。
由来となったイタリア語の本国においては、ハーモニカを“armonica a bocca”（アルモニカ・ア・ボッカ＝口によるアルモニカ）と呼んでおり、本楽器は“armonica a bicchieri”（アルモニカ・ア・ビッキエーリ＝グラスによるアルモニカ）と呼び分けられている。
日本語圏においては、「アルモニカ」、「グラス・アルモニカ」（「グラスアルモニカ」）、「グラス・ハーモニカ」（「グラスハーモニカ」）などの呼称が見られるが、リードによる楽器のほうは「ハーモニカ」の呼称が定着しているため、本楽器を「アルモニカ」と呼ぶことで混同の恐れはほとんどない。そのため、「アルモニカ」、次いで「グラス・アルモニカ」と呼ぶのが望ましい。小塚三喜夫と尾西秀勝も、この楽器のことを資料では「アルモニカ」と呼称している。
なお、ゴブレットを複数並べて水で調律して奏する様式のものは「グラス・ハープ」と呼ばれているため、混同しないように気をつける必要がある。

## 発明
作曲家のグルックや、イギリスの演奏家ウィリアム・デレヴァル（William Deleval）が、水を入れる量によって音程を調整された複数のゴブレットを奏でる演奏会をベンジャミン・フランクリンは1757年にイギリスで聴いた（詳しくは「グラス・ハープ」の「発祥」の節を参照）。彼は「それは、何ものにも比べがたい甘い音色だった」と書き残した。その魅惑的な新楽器をもっと工夫したいと思い、1761年にフランクリンはこのアルモニカを完成させた。
ロンドンのガラス吹き師チャールズ・ジェームズ（Charles James）と共に製作された最初の1台は、1762年1月にマリアンヌ・デイビーズ（Marianne Davies）による演奏で世界に初披露された。この楽器は、アメリカ合衆国において発明された楽器の記念すべき第1号でもあった。

## 創意

### 調律に対して

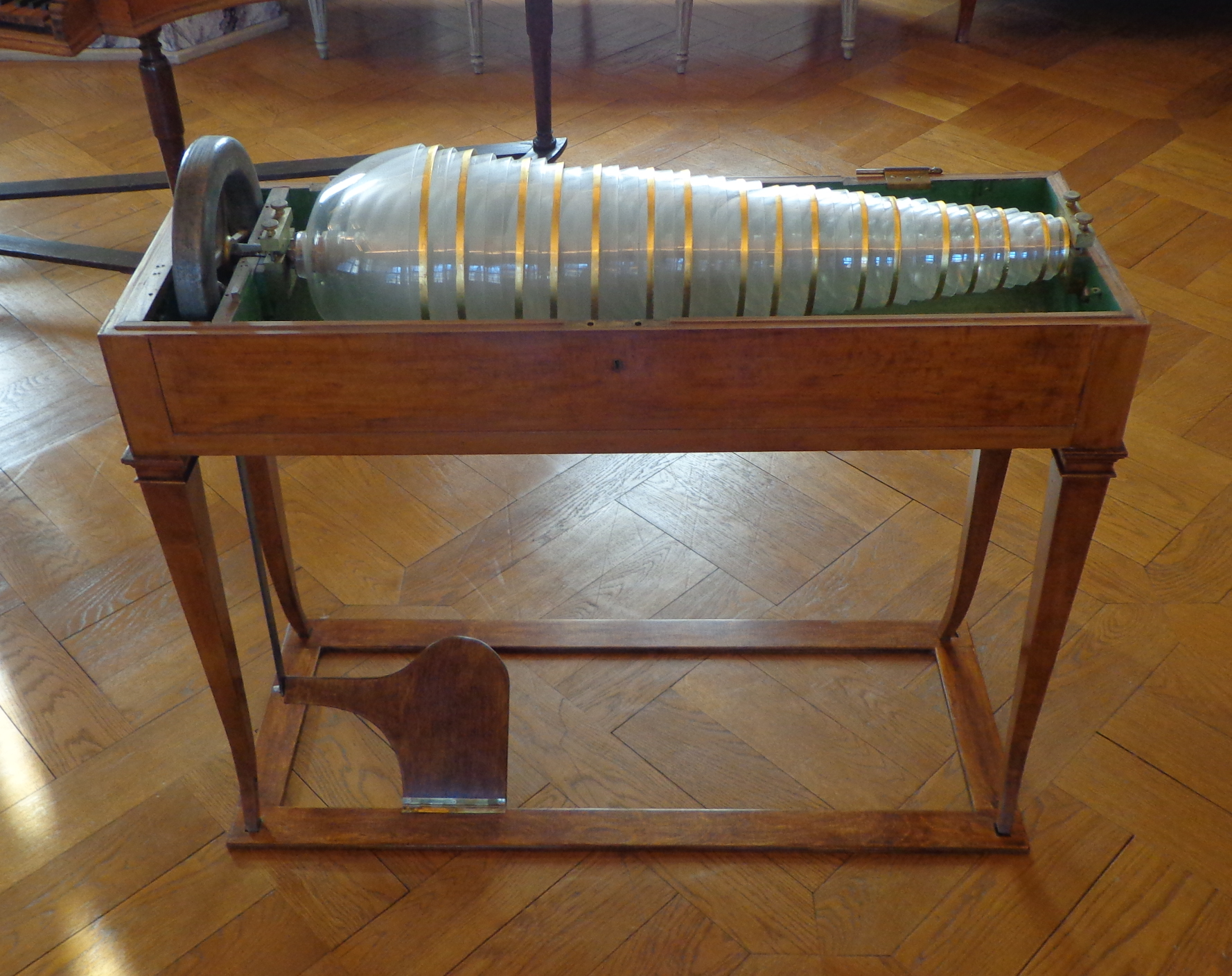
フランスのウンターリンデン美術館にある1805年製のガラスのアルモニカ（2006年に修復された)

グラス・ハープの問題点としてまず挙げられるのは、各音程を作るために、ゴブレットに水を入れることによって調律しなければならないという点である。これは、演奏前の大きな負担であった。また濡れた指から滴り落ちた水滴が入ってしまったり、乾燥した空気によって蒸発してしまったりして音程が狂ってしまう危険性や、あるいは演奏中不意にこぼしてしまう危険もあった。そこでフランクリンは、音程を調律されたガラスを用いて、演奏の度に水を入れたり抜いたりする作業を排除し、準備なしに常に一定した音程を保つことを実現した。

### 細かな速い楽句の演奏に対して
グラス・ハープでは、多数のゴブレットを並べて奏するため、広い置き場所が必要となり、それに応じて、奏者はせわしく動きながら広域に配列されているゴブレットを奏することとなる。そのため、遠い音へ素早く移動する楽句や、細かな楽句は至難の業となってしまう。手も、常に各ゴブレットの上で円弧を描きながら回転させている必要があり、同時に奏することのできる和音にも限界があった。
それらの問題を解消するため、フランクリンは二つの工夫を施した。一つめは、手を回転させ続けて擦る必要がないよう、ゴブレットのほうを回転させ、そこに指を当てるだけで音を発するようにしたこと。二つめには、ゴブレットの足を排除して碗状にし、回転棒にそれを串刺し状にして設置し、それらを密接させて配置することで、各音を発する多数のガラス碗を近距離に密集させたこと。これにより、まるで鍵盤を弾くかのように、近距離に多数配置されたガラス碗の縁を、一本ずつの指で容易に奏することが可能になった。細かな速い楽句も、遠い跳躍も、広い音程や、音数の多い和音さえも一人でこなせるようになり、演奏効果が飛躍的に上がった。
また、ガラス碗のほうが常に回っていてくれるため、奏者の腕を中心とする回転運動の負担が大幅に減少した。歩き回ったり腕を伸ばして振り回しながら各ゴブレットを奏する必要もなくなったため、奏者は精神を音楽の内面により集中させやすくなった。回転の仕組みは、足踏み式ミシンと同様の機構となっていたが、後の時代にはモーターによって代用されることとなった。

### 指への補水に対して
指を常に水で濡らしておく手間は、演奏に忙しさをつきまとわせた。補水を怠るとたちまち音が切れ、演奏に傷をつけてしまう。そのため、一瞬でも片手が自由になる時間があれば、水を張った器に瞬時に指を伸ばして濡らし、常時そのことに留意していなくてはならなかった。指の乾きは、曲中にいつも同じ進度で起こるわけではないため、濡らし具合や指の擦る速度や圧力によって予期されない時に補水が必要となることもあった。その手間と精神的負担とを省こうとベンジャミン・フランクリンは考えた。彼は、ガラス碗の下に水を張った盆を設置することによって、奏者が自分の指を濡らさなくとも、常にガラス碗のほうが濡れた状態を保ってくれるように工夫した。

### 碗の判別に対して
各ガラス碗の音程を見極めるために、ベンジャミン・フランクリンが当時製作した37のガラス碗を用いたアルモニカにおいては、ガラス細工の絵付けのように、碗の縁に色づけされており、その色によってその音を識別できるようになっていた。ラ音は濃紺、シ音は紫、ド音は赤、レ音は橙、ミ音は黄、ファ音は緑、ソ音は青で、鍵盤楽器の黒鍵に該当する半音的に変化された幹音は白となっていた。彼の製作した楽器では、回転棒に、ガラス碗とコルクとを交互に刺して固定していた。
1984年から、現代にこの楽器を復活させたG.Finkenbeiner社の基本モデルにおいては、透明なガラス碗と、縁に金属製の帯をもったガラス碗とで作られており、金色に光る帯による目印は、鍵盤における黒鍵の音を示している。

### その他
フランクリンは、ビリヤードでキューの滑りをよくするためにパウダーを塗るのと同様に、指に炭酸カルシウムの粉末を付けると音がよりよく鳴ると推奨していた。

## 評判と熱狂的流行
この魅惑的な音色を持つ新しい楽器は最初から熱狂的な支持を得て、人々はその音色に酔いしれ練習に熱中し、1700年代のうちにおよそ4,000台とも、5,000台ともと言われるほどの台数が欧州各地に出回ったとされている。また、楽器に関する多数の著作物が生み出され、そしてこの楽器のために、400にものぼる作品が作曲された。その中には、モーツァルト、ベートーヴェン、リヒャルト・シュトラウス、ドニゼッティ、サン＝サーンスなど、現代の我々にとって親しみ深い大作曲家たちによる作品も含まれている。

## 怪奇的神経障害による禁止令と楽器の衰退
練習や演奏に熱中した多くの人が、アルモニカのせいで神経障害やうつ病、目まい、筋肉の痙攣などに罹ったと言い出した。このため、アルモニカはその美しい音色とは裏腹に大変怖い楽器だという噂が口々に伝わって、人々の恐怖感が煽り立てられた。実際に、精神病院に入院したり夭折した者もいたが、それがますます根拠のない憶測を招き、えも言われぬ甲高い響きが死者の魂を呼び寄せて神秘的な力を宿らせ、聞いた人の頭をかき乱しておかしくしてしまったなどと口々に言い始めるようになってしまった。更には演奏会場で子供が死亡するという事件まで発生してしまい、その事件をきっかけに、ドイツのあちこちの地方で警察当局が全面的にアルモニカ演奏の禁止令を発令するまでに発展した。家庭内の痴話喧嘩から、早産やペットの痙攣まで、おかしなくらいにそれらが次々とアルモニカのせいにされ、奏しているのを発見されると逮捕される始末であった。
今日に催眠術と呼ばれる技術を最初に始めたのは、モーツァルトのパトロンでもあったウィーンの医師フランツ・アントン・メスマー（Franz Anton Mesmer）であった。メスマーは自ら仮説を立てた動物磁気説に基づき、後世に催眠術や催眠療法と呼ばれるものに近いことを行なった。現代においても、英語で「催眠術」のことを"Mesmerize（メズマライズ）"と言い、「催眠術師」のことを"Mesmerist（メズマリスト）"と言うのは彼の名に由来する。このメスマーの治療では、しばしば締めくくりにガラス製のアルモニカを演奏することでも知られていた。たいへん名の知れた人気の彼は、盲目のピアニスト、マリア・テレジア・フォン・パラディス（Marie Paradies）の治療を依頼されることになったが、視力を一時的に取り戻すことに成功したにもかかわらず、彼女の精神衛生を後に害したとされ、ウィーンから追放されるという処分を受けたほどであった。この歴史的な催眠術の祖が、このアルモニカによって人生最大の転機を迎えることとなったことは有名な話である。
現代においても、当時の神経障害の要因について明確な科学的根拠が解明はされていない。良からぬ噂が楽器に対する精神的な先入観を植えつけたせいとも言われている。一般には三つの説が推測されている。第一に、ガラスとの摩擦によって引き起こされる持続的な振動のせいで、演奏後には指先に痙攣を覚えるが、それが神経を害するというものである。第二に、そこはかとない高音が聴覚から脳を共鳴させ、悪影響を与えるというものである。第三に、柔らかい吹きガラスの類は、鉛を25～40%も含んだクリスタル・ガラスを用いていたため、濡らして触れる指先から鉛が浸透し、鉛中毒を起こしたせいというものである。
しかしながら、第三の説については特に信憑性が低い。鉛中毒は18世紀と19世紀前半において、アルモニカ奏者であろうとなかろうと、ごく一般的な社会的問題であったことは周知の事実である。治療のために医者から鉛の化合物を処方されて長期間服用してきた患者もいれば、食物や飲物の中に防腐剤や甘味料として恒常的に添加されていた酢酸鉛を人々は多く経口摂取していたし、更にスズや鉛の鍋やヤカンなどが調理に使用されていた。また、ワインをはじめとする酸性の飲物が鉛製のピューター管から注がれて飲まれていたのであった。そのため、アルモニカによって指先から鉛が体内に浸透したとしても、その量は、日常的に口から体内に吸収される量に比べ、はるかに微量とみなされている。
第一、第二の説も、はっきりと科学的には証明されていない。
この後、この楽器はすっかりと姿を消してしまったが、後に復興されてから現在に至るまで、多くの人々や演奏家がこの楽器を奏してきた。にもかかわらず、この楽器のせいで精神などをおかしくしたという症例が現代医学の世界に報告されたり、それを証明したという発表はいまだなされていない。現に、アルモニカ発明者本人でさえ、この楽器の無害を自ら証明するために、世評に動じず生涯演奏し続けたが、何事もなく84歳までの長寿を全うしたのであった。現代においては、その不思議な音色ゆえに、真相が不明なままの怪奇な伝説さえもこの楽器のひとつの逆説的な魅力として、世界の人々の興味を強く惹きつけている。
後に鉛中毒を警戒して、ガラス碗に直接指を触れなくても奏することができるよう、ヴァイオリンの弓でこすったり、鍵盤を押すとガラス碗に革やゴムなどが触れて音を鳴らす仕掛けのものも登場したが、演奏効果も芳しくなく、すでに楽器の流行熱も既に冷めてしまっており、発明者の存命中にアルモニカの魅力が再評価されて広く受け入れられるまでの復興は起こらなかった。そうしてこの楽器は、ただの置き物的な調度品として部屋に放置されることとなり、ごく限られた人々の中だけに細々とその存在が受け継がれてきた。
ちなみに、ベンジャミン・フランクリンは発明家としての信念に則り、爆発的な人気を呼んだこの楽器の特許の申請を生涯拒否し続け、発明による喜びを潔く社会に無料奉仕したのであった。

## 近代における復興

### 絶滅後の空白期間
一連の騒動をはじめとし、また1820年までに音楽の流行が変化してしまったことに起因し、この楽器は、人々の目からほぼ完全に姿を消してしまった。少なくとも公の演奏では、どこにおいても見かけることはできなかった。
音楽の嗜好は、ベートーヴェンやその後継者たちによってより壮大なものへと移り変わっていき、そしてモーツァルトの時代の比較的小さな上流階級のホールよりも、より大きなホールへと演奏の場も変わっていってしまったのであった。そのような音楽的欲求の潮流の中においては、アルモニカのようなデリケートな音は好まれず、そしてもはや聞こえさえしないものであったため、要求されなくなってしまった。チェンバロもほぼ同じ時期に見られなくなったが、その理由も、当時の流行の中にあってアルモニカの衰退と同様の理由が考えられる。
影では、チェコのPohl一族が密かにこの楽器を製作していたが、それも廃れてしまい、製作の困難なこの楽器を製作する者は世界からいなくなっていた。

### 楽器の復活製作
こうして衰退してしまったこのアルモニカは、熟練したガラス吹き師であり音楽家であるゲアハルト・B・フィンケンバイナー（Gerhard B. Finkenbeiner）によって1984年に復興された。30年の実験の後、マサチューセッツ州のウォルサムで生産開始され、G.Finkenbeiner社は現在も、NASA等から受注した高純度なガラス製品の生産をする本業のかたわら、プライベートな余暇を捧げて副業的に、手作りにてこの楽器を少量だけ制作している貴重な工房として世界的に知られている。フィンケンバイナーの亡き後は、トーマス・ヘッション（Thomas Hession）が後継者として、家族でG.Finkenbeiner社を運営している。1台の制作に1年以上を要するほどガラスの制作加工は非常に難しく、低音の大きなガラスは、たった1枚で30～40万円もするほど制作に時間と手間が必要という。注文は音域を指定してから制作開始され、値段は音域の広さによって主に決まる。高音のみでの音域の狭い楽器は90万円ほどから、低音までの大型の楽器では1000万円を超え、音数が多ければ多いほど高額となる。古い楽器はガラスの欠損があっても数千万円もし、博物館が所有する貴重な楽器資料となっているため一般に流通していない。
ちなみに、G.Finkenbeiner社の楽器では鉛中毒を警戒して鉛やその化合物類は添加されず、高純度の無機ガラスによって製作されている。（参考：二酸化ケイ素・石英・ガラス）
アルモニカのひとつの欠点に音量の乏しさが認められたが、現代においては、必要に応じてマイクによる音量の増幅もなされ得るようになった。但し、クラシック音楽の一般的な演奏会などにおいては、やはりこの楽器にマイクが使われることはほとんどない。

### 日本における紹介

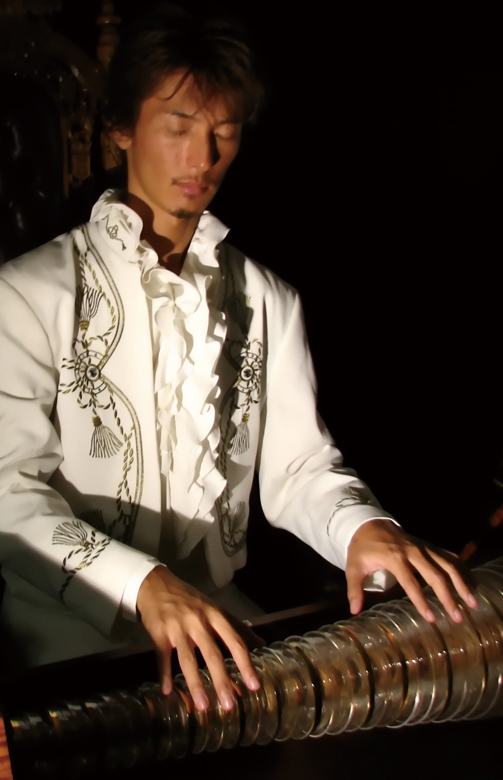
「アルモニカ」を演奏する尾西秀勝

ガラスの専門家である小塚三喜夫が日本における第一人者であり、海外のアルモニカ奏者たちが情報交換している団体GMI（Glass Music International）の会員として、世界のアルモニカ奏者によく知られた存在である。また、2000年4月27日には、フィラデルフィアで開催された「グラス・ミュージック・フェスティヴァル」に招聘され、海外の舞台でこの楽器を奏した最初の日本人として、日本におけるこの楽器の歴史を道づけた功績を残した要人である。
小塚は日本第1号機を含む2台のアルモニカを所有しており、舞台で音の聴ける楽器は現在その2台のみとされている。小塚は2007年より、尾西秀勝と共に、日本における復興活動に献身しており、アルモニカのための貴重な演奏が広がりつつある。モーツァルトの五重奏曲『アダージョとロンド ハ長調 KV.617』や独奏曲『アダージョ ハ長調 KV.617a』、ベートーヴェンの劇音楽『レオノーレ・プロハスカ』、サン＝サーンスの室内楽曲『動物の謝肉祭』、ドニゼッティのオペラ『ランメルモールのルチア』、リヒャルト・シュトラウスのオペラ『影のない女』など、それまで日本で（本来の楽器によって）演奏するには海外から奏者を招かなければ無理であった幻の作品群が、次々と舞台で紹介され、各界で大きく期待されている。また、尾西は作曲家であることから、この楽器を用いた編曲や企画を展開しており、まさにこの楽器の魅力が独創的な形で日本に紹介されつつある。尾西は音楽雑誌やTV番組に多く出演し、密かに始まりつつあるこの貴重な楽器のブームの火付け役となっている。

## アルモニカのための音楽作品
アルモニカのために書かれた正確な最初の音楽作品は、ハッセによるカンタータであった。それはオーストリアの皇女マリア・アマリアの結婚式で初演された作品であり、その音色の評判は瞬く間に広まった。
当時アルモニカの第一人者は、オーストリアの盲目の女性演奏家マリアンヌ・キルヒゲスナー（Marianne Kirchgessner）であった。モーツァルトは彼女と親しくしており、彼女のために『アダージョとロンド ハ長調 KV.617』の美しい五重奏曲や『アダージョ ハ長調 KV.617a』の独奏曲を作曲した。最近までこの曲は、パイプ・オルガンやピアノで代用されたレパートリーとして演奏されてきた。
ヤン・ヴァーツラフ・トマーシェクは『幻想曲』を彼女に献呈するつもりで作曲を進行していたが、彼女は1809年に亡くなってしまい、彼はその傑作を彼女の墓前に捧げることとなってしまった。
ドニゼッティの『ランメルモールのルチア』においてもアルモニカが使用されたが、初演時にアルモニカ奏者との交渉が成立せず、彼はやむなくその指定を線で消し、フルートで代用して初演することとなった。その箇所では、ルチアが“Un'armonia celeste, di', non ascolti?"（「天上の響きがお聴こえになられなくって?」）と訊く。NAXOSのCD（#外部リンク参照）では、この楽句が本来の指定に則り、フルートの代用ではなくアルモニカによって演奏された貴重な録音となっている。
サン＝サーンスの『動物の謝肉祭』でも、このアルモニカが使用されている。第7曲「水族館」と、第14曲「終曲」においてであるが、この作品でも、本来のアルモニカを使用した演奏を耳にできる機会はほとんどないに等しい。チェレスタやグラス・ハープやパイプ・オルガンなどで代用した録音なども存在するが、最近ではアルモニカによる録音も入手することができる。しかし、アルモニカ奏者の尾西秀勝によると、動物の謝肉祭での「アルモニカ」とは、当時のフランスにおけるグロッケンシュピールの呼称を意図していたことが、スコアにおける楽器の扱いから明白だとの見解である。
チャイコフスキーの『くるみ割り人形』の一曲「金平糖の精の踊り」は、当時ミュステルが発明したばかりのチェレスタを用いた世界初の作品として非常に有名であるが、実は草稿の段階ではアルモニカを想定して書かれていたという説もある。しかしこれは学会によって否定されている。
このように、多くのアルモニカ作品やアルモニカを指定された楽句が、パイプ・オルガンやチェレスタ、フルートなどで代用されたり、時にはそのパートを無視して省略したり、ピアノで演奏できる新しいレパートリーとして楽しむという不本意な形で演奏されてきた。最近では、グラス・ハープによるアンサンブルで代用したものや、本来のアルモニカを使用した録音が、少しずつではあるものの出回り始めるようになってきた。

### 代表的曲目

#### 独奏曲
- Philipp Joseph Frick: Balletto
- ヴァーツラフ・ヴィンツェンツ・マシェク : 11 Stücke und 7 Variationen (ca. 1790-1800)
- ヴォルフガング・アマデウス・モーツァルト：「アダージョ ハ長調」, KV 617a = 356
- ヨハン・クリスティアン・ミュラー: Anleitung zum Selbstunterricht auf der Harmonika, Leipzig 1788
- ヨハン・ゴットリーブ・ナウマン: Six Sonates pour l'harmonica qui peuvent servir aussi pour le piano forte (insgesamt 12 Sonaten), Stockholm 1950
- ヨハン・フリードリヒ・ライヒャルト: Grazioso (ca. 1786)
- Karl Lepold Röllig: Kleine Tonstücke für die Harmonika oder das Pianoforte nebst einigen Liedern für das letztere, Leipzig 1789
- Joseph Schlett: 2 Sonaten, München 1804
- Joseph Alois Schmittbaur: Cinque Préludes et un rondo pour l'armonica ou pianoforte, Wien 1803 *Johann Abraham Peter Schulz: Largo für die Harmonika, in: AmZ 1799/1800
- ヤン・ヴァーツラフ・トマーシェク: Fantasie für die Harmonica am Grabe der um dieses Instrument so sehr verdienten Demoiselle Kirchgessner, in: AmZ, Beilage vom 8. März 1809
- Gerald Schönfeldinger (*1960): Abendschatten - moment musicale

#### 室内楽曲
- Gotthelf Benjamin Flaschner: Abendlied und An ein Vergissmeinnicht für Glasharmonika, Stuttgart
- Paul Lambert Mašek: Benedictus für Glasharmonika, Stuttgart (Str. Divertissement für Glasharmonika, Hf., hr.)
- ヴォルフガング・アマデウス・モーツァルト：「アダージョとロンド」, Fl., Ob., Va., Vc. (KV 617), Wien 23. Mai 1791; Fragment eines Adagio (Fantasia) C (KV Anh. 92) für dies. Besetzung, Wien 1791 (vermutl. die erste Skizze des Adagio KV 617)
- Johann Gottlieb Naumann: Duo für Glasharmonika und Laute (nach einer Arie aus Naumanns Oper Cora für Gustav III.), D-b (1779); Quartett C (Andante-Grazioso) für Glasharmonika, Fl., Va.,Vc. (1789)
- Johann Friedrich Reichardt: Rondeau b für Glasharmonika, Streichquintett
- Franz Xaver Schnyder von Wartensee: Duett für die Harmonika und das Pianoforte (Der durch Musik überwundene Wütherich - Allegro furioso - Andante) für Harmonika und Kl. oder StrQu. und Kl., Frankfurt/M. ca. 1825
- Gerald Schönfeldinger (*1960): Kompositionen für Glasharmonika und Verrophon (Wiener Glasharmonika Duo): Aglaopheme - Die Glanzstimmige, Devas Tanz, Wesenlos - Eine Klangverklärung, Amphytrion, Bärentaler Kontratänze, Ballade Notee, Ehe die Erde Töne kannte, Tor zur Seele

#### 管弦楽曲
- ベルリオーズ：「レリオ、または生への復帰」Op.14-2
- ヨハン・アドルフ・ハッセ:カンタータ「アルモニカ」, Sop., Ob., Hr., Str., Wien 1769
- アントニーン・レイハ: Grand solo pour harmonica et l'orchestre, Wien 1806; Abschied der Johanna d´Arc, nach Friedrich Schiller für Glasharmonika, Sprecherin, Orch., 12. März 1806, F-Pc, 12045
- Karl Leopold Röllig: 6 Konzerte für Glasharmonika, hr., Holzbläser, Str. bzw. für Glasharmonika, Str., ca. 1790
- サン＝サーンス: 「動物の謝肉祭」 (1922), 第7曲 「水族館」と 第14曲 「終曲」

#### オペラ・舞台音楽
- David August von Apell: Il trionfo della musica Part für Glasharmonika, Hf., St. (1808)
- ベートーヴェン:劇音楽「レオノーレ・プロハスカ」（第3曲：メロドラマ「花輪にくるまれたあなた」）, WoO.96
- ブゾーニ: オペラ「ファウスト博士」
- Stepan J. Davïdov: Glasharmonika-Part in der Oper Rusalka, St. Petersburg 1803
- ドニゼッティ：「ランメルモールのルチア」
- ミハイル・グリンカ Glinka: Glasharmonika-Part in der Oper Ruslan und Ljudmila, St. Petersburg 1842
- Franz Grillparzer: Glasharmonika-Klänge (wahrscheinlich von Friedrich Ludwig Seidel) in dem Trauerspiel Die Ahnfrau, Wien 1817
- Johann Friedrich Reichardt: Der Tod des Herkules (1801) für Glasharmonika, Sprecher; Scena dell' opera Didone abbandonata für Glasharmonika, s, Fl., Ob., Fg., hr., Streichquintett (ca. 1779; UA 1784)
- Karl Leopold Röllig: Scena und Aria "Io consorte d'Augusto" für Glasharmonika, s, 2 Fl. oder 2 Ob. ' Giuseppe Sartie: Scena dell'opera Didone abbandonata, Kopenhagen 1762; "Io tradir l'idol mio" für Glasharmonika, s, Fl., Ob., hr., Str.
- Johann Abraham Peter Schulz: Glasharmonika-Zwischenspiele in Minona oder Die Angelsachsen, Tragisches Melodram in 4 Aufzügen, Hamburg 1786
- Carl David Stegmann: Silphen Gesang mit Glasharmonika, 4 Frauenst. aus der Feenoper 'Der Triumph der Liebe oder Das kühne Abentheuer, Hamburg 1796
- リヒャルト・シュトラウス:オペラ「影のない女」

#### 現代作品
- J. Duda: Quartett für Verrophon, Fl., Va., Vc.; Duo für Verrophon und Hf. oder 2 Verrophone (1995); Konzertstück für 2 Verrophone und Orch. (1995)
- ハラルド・ゲンツマー: Variationen über ein altes Volkslied für Glasharfe, Fl., Va., Vc. (1946); Adagio und Allegro Moderato (Solo; 1983)
- ハンス・ヴェルナー・ヘンツェ: Glasstimme in Voices (1973) für 2 Singst. und Instrumentalgruppe
- ノーノ: Glasklänge in Prometeo, 1984
- オルフ:オペラ・バレエ「抜け目ない男」, オペラ「暴君エディプス王」, 復活祭劇「キリスト復活の喜劇」, 舞台音楽「プロメテウス」
- Fred Schnaubelt: verschiedene Glas-Soli, Elegie und Caprice in der Mozart-Quintett-Besetzung von KV 617 (1994); Concertino für Glasinstrumente und Orch. (1960)
- Gerhard Stäbler: Bittersüß - Bagatelle für Git., Glasspiel (1994)
- カールハインツ・シュトックハウゼン: Musik für ein Glashaus (1994)
- ベルント・アロイス・ツィンマーマン: 「パ・ド・トロワの形式によるチェロ協奏曲」 (1965/66)
- ヴァルター・ツィンマーマン: Erde-Wasser-Luft-Töne für Glasspiel, Pos., Kl.; Selbstvergessen, für s, Glasspiel, Fl., Git.; Glaspart in Hyperion. Eine Briefoper (1989/90).

## 楽器メーカー
- Gerhard Finkenbeiner
- Sascha Reckert
- Pohl
- Puckeridge

## アルモニカ奏者

### 歴史上の奏者
- Marianne Davies
- ベンジャミン・フランクリン
- Marianne Kirchgessner
- Franz Mesmer
- Bruno Hoffmann（ドイツ）

### 現存の奏者（アルファベット表記順）
- Thomas Bloch（フランス）
- Alisa Nakashian-Holsberg（アメリカ）
- Carolinn Skyler（アメリカ）
- Cecilia Gniewek Brauer（アメリカ）
- 香川千穂（オーストラリア）
- Christa Schönfeldinger（オーストリー）
- Dean Shostak（アメリカ）
- Dennis James（アメリカ）
- Gloria Parker（アメリカ）
- 尾西秀勝（日本）
- Jean-Claude Chapuis（フランス）
- Lynn Drye（アメリカ）
- Martin Hilmer（ドイツ）
- Mayling Garcia（アメリカ）
- 小塚三喜夫（日本）
- Philipp Marguerre（ドイツ）
- Sascha Reckert（ドイツ）
- Vera Meyer（アメリカ）
- William Zeitler（アメリカ）

※ プロのアルモニカ奏者として活動している人はごく一部であり、アマチュアとプロがまだ混在している限られた世界である。